# مسجد كوك غومبا (شهرسبز)
مسجد كوك غومباز هو معلم معماري يقع في شهرسبز، منطقة قشقاداريا، أوزبكستان. تم بناء المسجد بين عامي 1434 و1435 من قبل أولغ بيك ميرزا لوالده شاه رخ ميرزا. وتوجد نقوش تاريخية بأسماء أفراد عائلة التيموريين وتاريخ البناء محفوظة في رواق المسجد.

## الموقع
يقع مسجد كوك غومباز كالمسجد الرئيسي ضمن مجمع دور التلاوة (جنوب شهرسبز، بالقرب من مجمع "تشورسو" للتسوق). ويقع المسجد مقابل ضريح غومبزي سيدان وضريح شمس الدين كولول.
يُعد المسجد المعلم الرئيسي في مجمع دور التلاوة.

## أصل التسمية
المسجد مزود بقبة كبيرة مغطاة ببلاط أزرق، وهذا ما ألهم تسميته بـ "كوك غومباز"، وتعني "القبة الزرقاء".

## العمارة
يتخذ مسجد كوك غومباز شكلاً مربعًا، وتبلغ المساحة الإجمالية له 12.50 × 12.61 مترًا. تم تغطية المسجد بقبة مزينة ببلاط أزرق. يحتوي المبنى على أربعة جوانب مزودة بأنفاق عميقة.
تضررت الأعمدة الموجودة على يمين ويسار واجهة المسجد وكذلك البلكونات. يُدخل المسجد من الشرق عبر رواق عرضه 10 أمتار. يحتوي الواجهة الأمامية على الكثير من الزخارف الهندسية. البلاط ذو طبقة واحدة على الواجهة الخارجية والداخلية. الزخارف العربية مزينة بأنماط تقليدية منوعة. تم استخدام الخزف المزهر على الأعمدة والأقواس. تبلغ المساحة الإجمالية للداخل 12.7 × 12.7 مترًا، وتتميز القبة الخارجية بزخارف زرقاء وبيضاء. كُتبت آيات من القرآن الكريم بينها. في الجزء الداخلي، تحتوي القاعة على 8 أقواس صغيرة متصلة بأقواس درعية الشكل ومدعومة بـ16 قوسًا. يوجد 4 سلالم لولبية مبنية في زوايا الجدار. كانت الجدران الجانبية للرواق تصل من خلال قوس واسع، لكنها الآن مغلقة.

### نقوش القبة
تم تزيين قبة المسجد ببلاط خزفي يحتوي على نقوش مكتوبة بالخط الكوفي. في منتصف الحافة، كُتبت الآيات 1–3 من سورة الفتح بالخط الأبيض الكبير على خلفية صفراء. تحت القبة، كُتبت سورة الجمعة بالخط الصغير على خلفية زرقاء، وقد تم إصلاح هذا الجزء لاحقًا.

### النقوش على الواجهة
على الواجهة، توجد نقوش مكتوبة بالخط الكوفي البنائي، حيث تتكرر عبارة "الله أكبر". كما كُتبت الآيتان 127–128 من سورة البقرة بالخط الثلث على خلفية زرقاء. تم ترميم هذه النقوش خلال التجديد في عام 1995.

## الترميم
تم ترميم مسجد كوك غومباز عدة مرات، أبرزها في السبعينيات وفي 1995–1996 بمناسبة الذكرى الـ660 لـأمير تيمور. إلا أن بعض النقوش تضررت بسبب الترميمات غير الجيدة التي جرت بين 1975 و1992–1999، مما أدى إلى فقدان المظهر الأصلي للمسجد.

## معرض الصور

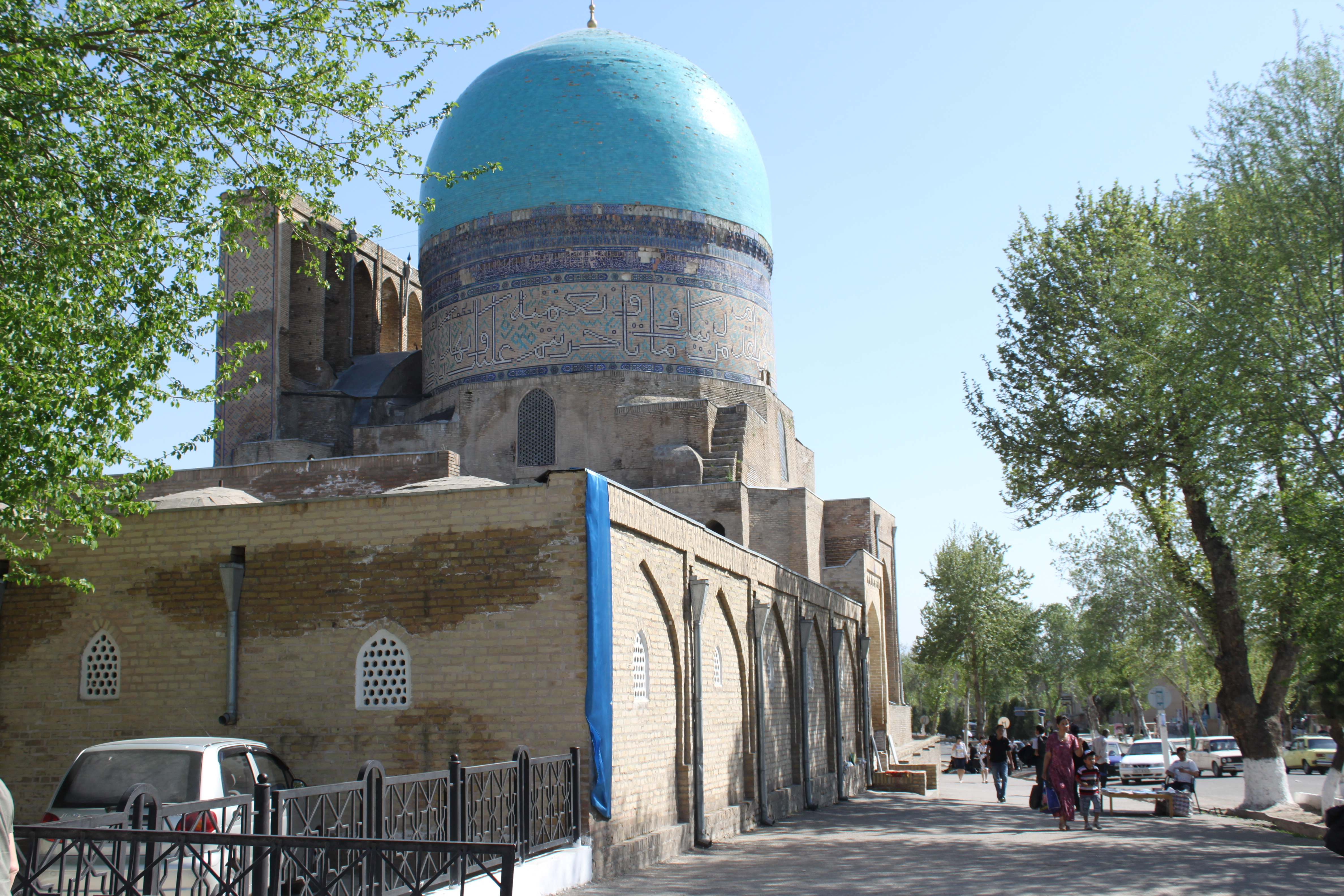
المشهد الخارجي للمسجد
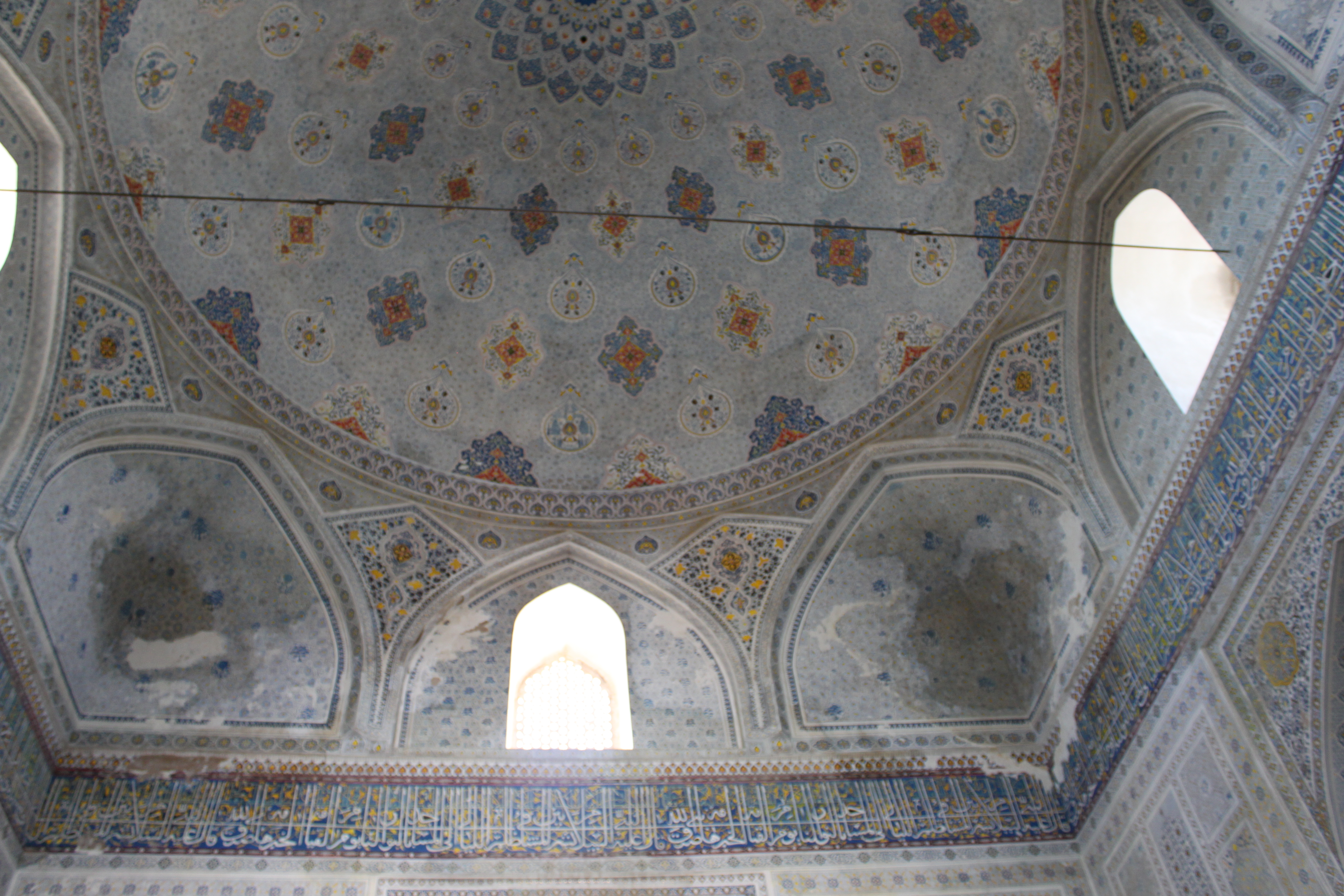
زخارف داخلية في المسجد
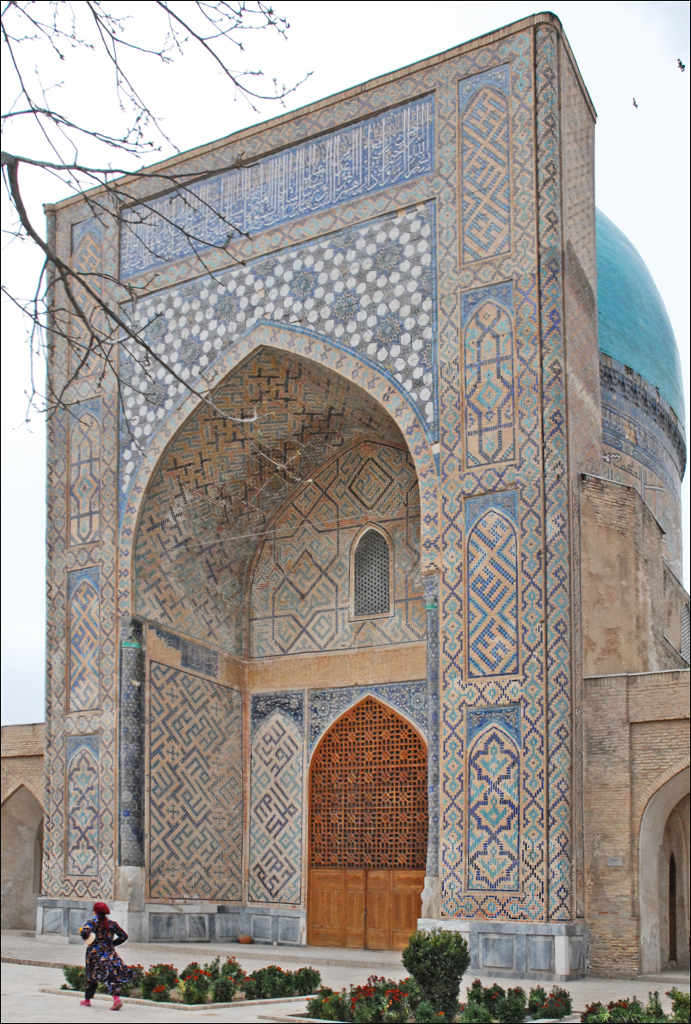
الواجهة الرئيسية
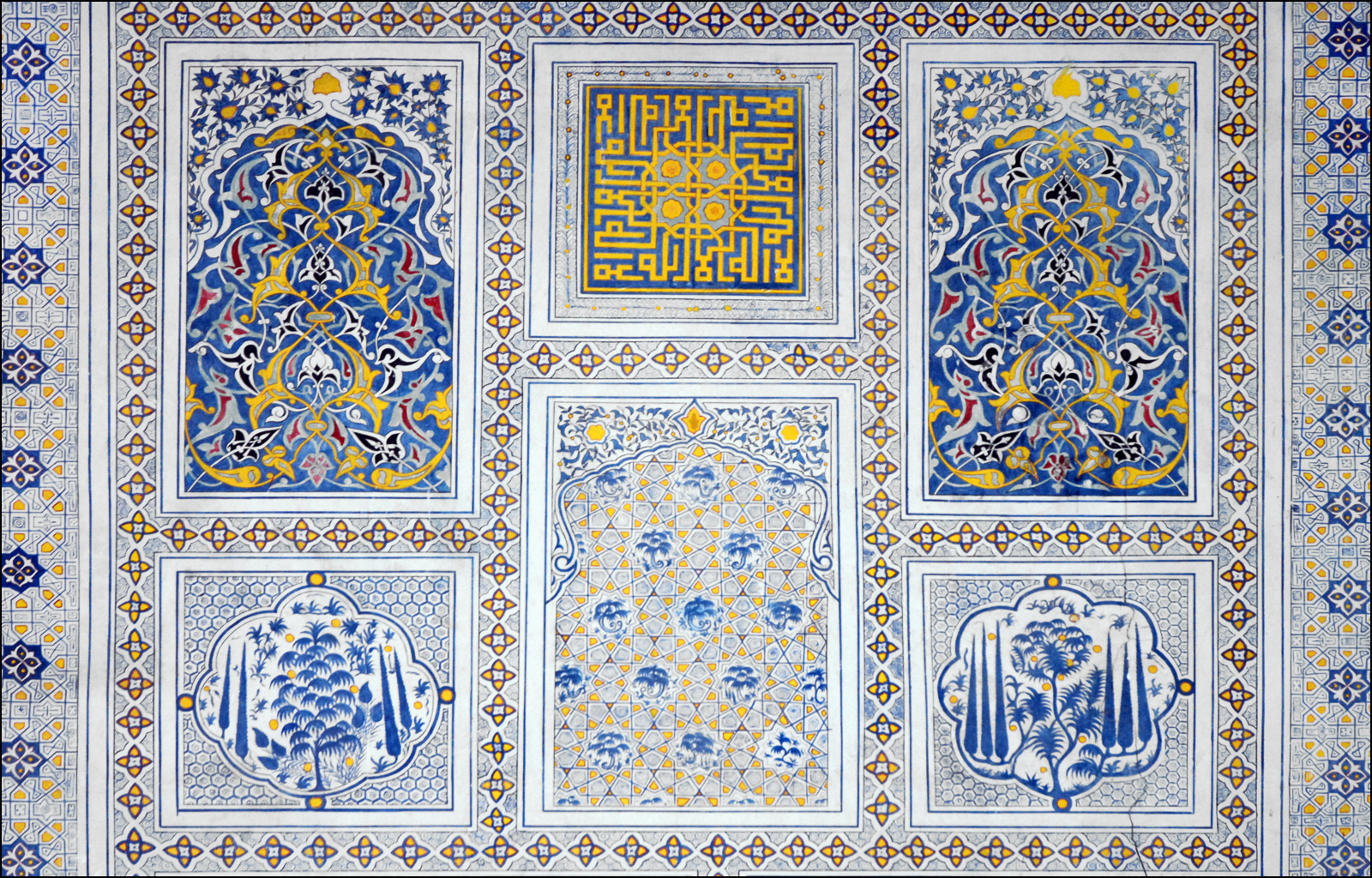
الزخارف الداخلية
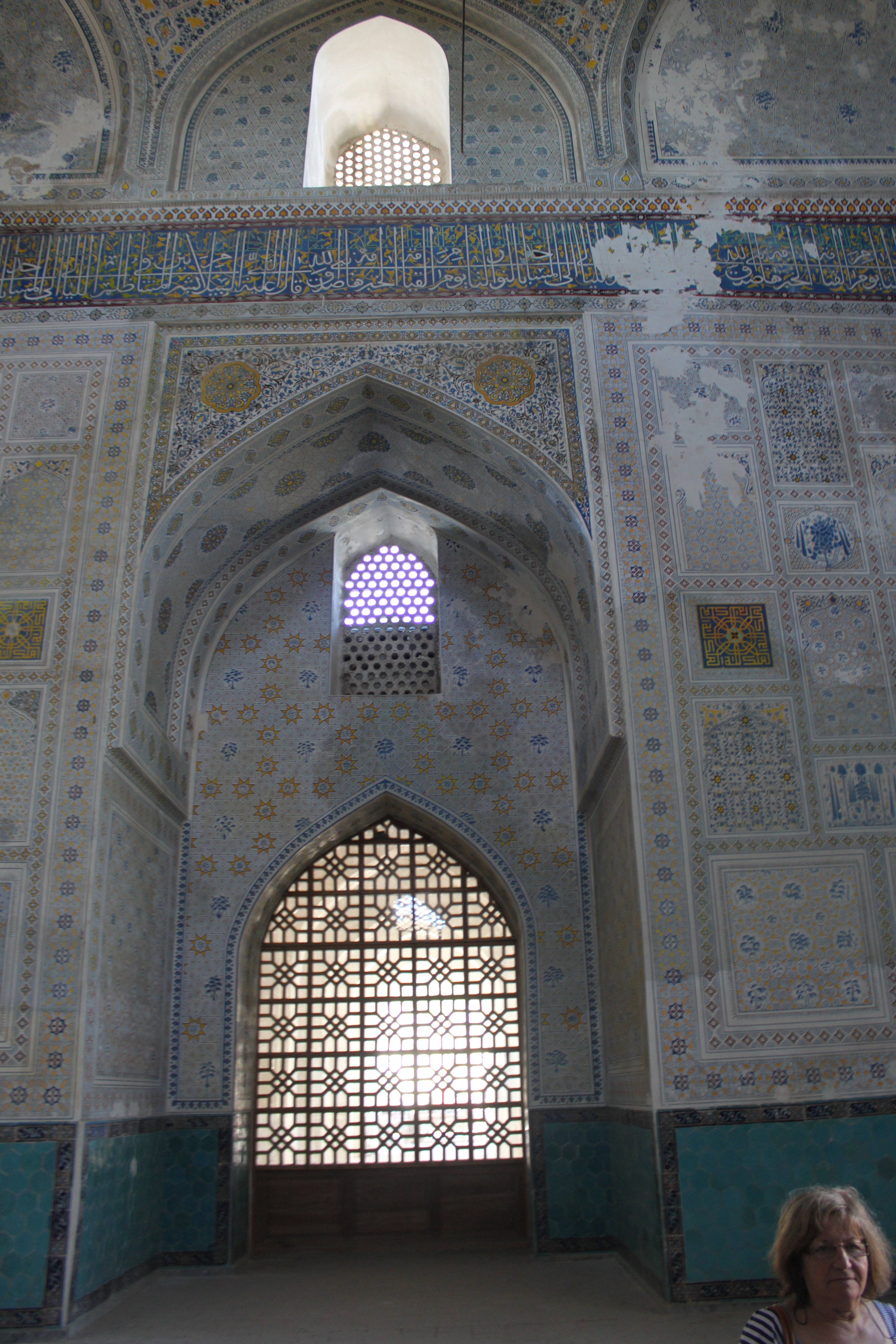
الديكورات الداخلية